# Erny-Saint-Julien
Erny-Saint-Julien település Franciaországban, Pas-de-Calais megyében. Lakosainak száma 337 fő (2022. január 1.). Erny-Saint-Julien Bomy, Delettes, Enquin-lez-Guinegatte, Fléchin, Enguinegatte és Enquin-les-Mines községekkel határos.

## Népesség
A település népességének változása:
| Lakosok száma | 336  | 326  | 332  | 325  | 328  | 332  | 335  | 335  | 337  |
|               | 2013 | 2015 | 2016 | 2017 | 2018 | 2019 | 2020 | 2021 | 2022 |